# Гауэлеу, Джеффри
Дже́ффри Га́уэлеу (нидерл. Jeffrey Gouweleeuw, голландское произношение [ˈdʒɛ.fri ˈɣʌu̯ə.ˌleːu̯]; 10 июля 1991, Хемскерк, Нидерланды) — нидерландский футболист, центральный защитник и капитан немецкого клуба «Аугсбург».

## Карьера
Гауэлеу родился в Хемскерке. В 2011—2013 годах выступал за клуб Эредивизи «Херенвен» (дебютировал в первой команде в апреле 2011 года).
Также он играл за молодёжную сборную Нидерландов. Участник первенства Европы U-17 2008 года (провёл 1 матч).
В мае 2013 года Гауэлеу подписал контракт с футбольным клубом АЗ до 2018 года.